# Pingasa respondens
Pingasa respondens là một loài bướm đêm trong họ Geometridae.